# 2014–2015-ös olasz labdarúgó-bajnokság (első osztály)
A 2014–2015-ös olasz labdarúgó-bajnokság a Serie A a 83. kiírása. 
A szezonban a 20 csapatból, az előző szezon első 17 helyezettje, valamint a másodosztályból feljutott 3 csapat vesz részt. Az idén a Serie B-be visszaesett csapatok, a Cantania, Bologna és a Livorno.

## Csapatok

### Csapatok elhelyezkedése és száma régióként
| Atalanta Cagliari Cesena Empoli Catania Chievo · Verona Fiorentina Genoa · Sampdoria Inter · Milan Juventus · Torino Lazio · Roma Napoli Parma Sassuolo Udinese | \| Régiók és csapatok \| \| \| \| Régió \| Szám \| Csapat(ok) \| \| Lombardia \| 3 \| Atalanta, Internazionale, és Milan \| \| Emilia-Romagna \| 3 \| Cesena, Parma és Sassuolo \| \| Lazio \| 2 \| Lazio és Roma \| \| Liguria \| 2 \| Genoa és Sampdoria \| \| Piemont \| 2 \| Juventus és Torino \| \| Toszkána \| 2 \| Fiorentina és Empoli \| \| Veneto \| 2 \| Chievo és Hellas Verona \| \| Campania \| 1 \| Napoli \| \| Friuli-Venezia Giulia \| 1 \| Udinese \| \| Szardínia \| 1 \| Cagliari \| \| Szicília \| 1 \| Catania \| |                                    |
| Régiók és csapatok | |                                    |
| Régió | Szám | Csapat(ok)                         |
| Lombardia | 3 | Atalanta, Internazionale, és Milan |
| Emilia-Romagna | 3 | Cesena, Parma és Sassuolo          |
| Lazio | 2 | Lazio és Roma                      |
| Liguria | 2 | Genoa és Sampdoria                 |
| Piemont | 2 | Juventus és Torino                 |
| Toszkána | 2 | Fiorentina és Empoli               |
| Veneto | 2 | Chievo és Hellas Verona            |
| Campania | 1 | Napoli                             |
| Friuli-Venezia Giulia | 1 | Udinese                            |
| Szardínia | 1 | Cagliari                           |
| Szicília | 1 | Catania                            |

### Az induló csapatok
| Klub címer/ Klub név | Klubszínek        | Város    | Stadion                       | Kapacitás | Előző szezon      |
| -------------------- | ----------------- | -------- | ----------------------------- | --------- | ----------------- |
| Atalanta             | Fekete-kék        | Bergamo  | Atleti Azzurri d'Italia       | 27        | 11. a Serie A-ban |
| Cagliari             | Piros-kék         | Cagliari | Sant'Elia                     | 32        | 15. a Serie A-ban |
| Cesena               | Fekete-Fehér      | Cesena   | Dino Manuzzi                  | 20        | 4. a Serie B-ban  |
| Chievo               | Sárga-kék         | Verona   | Marcantonio Bentegodi         | 38        | 16. a Serie A-ban |
| Empoli               | kék-Fehér         | Empoli   | Carlo Castellani              | 0         | 2. a Serie B-ban  |
| Fiorentina           | Lila-fehér        | Firenze  | Artemio Franchi               | 47        | 4. a Serie A-ban  |
| Genoa                | Piros-kék         | Genova   | Luigi Ferraris                | 37        | 14. a Serie A-ban |
| Internazionale       | Fekete-kék        | Milánó   | Giuseppe Meazza               | 80        | 5. a Serie A-ban  |
| Juventus             | Fekete-fehér      | Torino   | Juventus Stadion              | 41        | Serie A bajnoka   |
| Lazio                | Égszínkék-fehér   | Róma     | Olimpico                      | 73        | 9. a Serie A-ban  |
| Milan                | Piros-fekete      | Milánó   | San Siro                      | 80        | 8. a Serie A-ban  |
| Napoli               | Világoskék-fehér  | Nápoly   | San Paolo                     | 60        | 3. a Serie A-ban  |
| Palermo              | Rózsaszín-Fekete  | Palermo  | Renzo Barbera                 | 36        | Serie B bajnoka   |
| Parma                | Sárga-kék         | Parma    | Ennio Tardini                 | 28        | 6. a Serie A-ban  |
| Roma                 | Bordó-sárga       | Róma     | Olimpico                      | 73        | 2. a Serie A-ban  |
| Sampdoria            | Kék-fehér         | Genova   | Luigi Ferraris                | 37        | 12. a Serie A-ban |
| Sassuolo             | Zöld-fekete       | Sassuolo | Mapei Stadium                 | 21        | 17. a Serie A-ban |
| Torino               | Gránátvörös-fehér | Torino   | Olimpico di Torino            | 28        | 7. a Serie A-ban  |
| Udinese              | Fekete-fehér      | Udine    | Friuli                        | 31        | 13. a Serie A-ban |
| Verona               | Sárga-kék         | Verona   | Marcantonio Bentegodi Stadion | 38        | 10. a Serie A-ban |

### Személyzet és szponzorok
| Klub           | Elnök                 | Edző                 | Csapatkapitány       | Mezgyártó   | Mezszponzor                                |
| -------------- | --------------------- | -------------------- | -------------------- | ----------- | ------------------------------------------ |
| Atalanta       | Antonio Percassi      | Edoardo Reja         | Gianpaolo Bellini    | Nike        | AXA, Konica Minolta                        |
| Caglirai       | Tommaso Giulini       | Gianluca Festa       | Daniele Conti        | Kappa       | Sardegna, Tiscali                          |
| Cesena         | Giorgio Lugaresi      | Dominico Di Carlo    | Davide Succi         | Lotto       | Aldini                                     |
| Chievo         | Luca Campedelli       | Rolando Maran        | Sergio Pellissier    | Givova      | Banca Popolare di Verona, Paluani, Jetcoin |
| Empoli         | Fabrizio Corsi        | Maurizio Sarri       | Davide Maro          | Royal       | NGM Mobile, Computer Gross                 |
| Fiorentina     | Mario Cognigni        | Vincenzo Montella    | Manuel Pasqual       | Joma        | Volkswagen                                 |
| Genoa          | Enrico Preziosi       | Gjan Piero Gasperini | Nicolás Burdisso     | Lotto       | McVitie's                                  |
| Internazionale | Erick Thorir          | Roberto Mancini      | Andrea Ranocchia     | Nike        | Pirelli                                    |
| Juventus       | Andrea Agnelli        | Massimiliano Allegri | Gianluigi Buffon     | Nike        | Jeep                                       |
| Lazio          | Claudio Lotito        | Stefano Piol         | Stefano Mauri        | Macron      |                                            |
| Milan          | Silvio Berlusconi     | Filippo Inzaghi      | Riccardo Montolivo   | Adidas      | Fly Emirates Airlines                      |
| Napoli         | Aurelio De Laurentiis | Rafael Benítez       | Marek Hamšík         | Macron      | Lete                                       |
| Palermo        | Maurizio Zamparini    | Giuseppe Iachini     | Stefano Sorrentino   | Joma        | Palermocalcio.it, CBM Sport                |
| Parma          | betöltetlen csőd után | Roberto Donadoni     | Alessandro Lucarelli | Erreà       | Folletto, Navigare                         |
| Roma           | James Pallotta        | Rudi Garcia          | Francesco Totti      | Kappa       |                                            |
| Sampdoria      | Massimo Ferrero       | Siniša Mihajlović    | Angelo Palombo       | Kappa       | Various                                    |
| Sassuolo       | Carlo Rossi           | Eusebio Di Francesco | Francesco Magnanelli | Sportika    | Mapei                                      |
| Torino         | Urbano Cairo          | Gian Piero Ventura   | Kamil Glik           | Sportika    | Suzuki                                     |
| Udinese        | Franco Soldati        | Andrea Stramaccioni  | Antonio Di Natale    | HS Football | Dacia                                      |
| Verona         | Maurizio Setti        | Andrea Mandorlini    | Luca Toni            | Nike        | Leaderform                                 |

## A bajnokság
| #   | Csapat         | M  | GY | D  | V  | G+ – G– | GK  | P  | Megjegyzések                                     |
| --- | -------------- | -- | -- | -- | -- | ------- | --- | -- | ------------------------------------------------ |
| 1.  | Juventus       | 38 | 26 | 9  | 3  | 72–24   | +48 | 87 | 2015–2016-os Bajnokok Ligája – csoportkör        |
| 2.  | Roma           | 38 | 19 | 13 | 6  | 54–31   | +23 | 70 | 2015–2016-os Bajnokok Ligája – csoportkör        |
| 3.  | Lazio          | 38 | 21 | 6  | 11 | 71–38   | +33 | 69 | 2015–2016-os Bajnokok Ligája – Rájátszás         |
| 4.  | Fiorentina     | 38 | 18 | 10 | 10 | 61–46   | +15 | 64 | 2015–2016-os Európa-liga – Harmadik selejtezőkör |
| 5.  | Napoli         | 38 | 18 | 9  | 11 | 70–54   | +16 | 63 | 2015–2016-os Európa-liga – rájátszás             |
| 6.  | Genoa          | 38 | 16 | 11 | 11 | 62–47   | +15 | 59 |                                                  |
| 7.  | Samdoria       | 38 | 13 | 17 | 8  | 48–42   | +6  | 56 |                                                  |
| 8.  | Internazionale | 38 | 14 | 13 | 11 | 59–48   | +11 | 55 |                                                  |
| 9.  | Torino         | 38 | 14 | 12 | 12 | 48–45   | +3  | 54 |                                                  |
| 10. | Milan          | 38 | 13 | 13 | 12 | 56–50   | +6  | 52 |                                                  |
| 11. | Palermo        | 38 | 12 | 13 | 13 | 53–55   | −2  | 49 |                                                  |
| 12. | Sassuolo       | 38 | 12 | 13 | 13 | 49–57   | −8  | 49 |                                                  |
| 13. | Verona         | 38 | 11 | 13 | 14 | 49–65   | −16 | 46 |                                                  |
| 14. | Chievo         | 38 | 10 | 13 | 15 | 28–41   | −13 | 43 |                                                  |
| 15. | Empoli         | 38 | 8  | 18 | 12 | 46–52   | −6  | 42 |                                                  |
| 16. | Udinese        | 38 | 10 | 11 | 17 | 43–56   | −13 | 41 |                                                  |
| 17. | Atalanta       | 38 | 7  | 16 | 15 | 38–57   | −19 | 37 |                                                  |
| 18. | Caglira        | 38 | 8  | 10 | 20 | 48–68   | −20 | 34 | Serie B                                          |
| 19. | Parama         | 38 | 6  | 8  | 24 | 33–75   | −42 | 26 | Serie B                                          |
| 20. | Cesena         | 38 | 4  | 12 | 22 | 36–73   | −37 | 24 | Serie B                                          |

Utolsó frissítés: 2013. június 8. 
Forrás: legaserie.it (olaszul) 
A rangsorolás alapszabályai: 1. összpontszám, 2. egymás elleni eredmények összpontszáma, 3. egymás elleni eredmények gólkülönbsége, 4. egymás elleni eredmények szerzett góljainak száma, 5. gólkülönbség, 6. szerzett gólok száma.
(B): Bajnokcsapat, (K): Kieső csapat, (F): Feljutó csapat, (I): Kupainduló, (R): A rájátszás győztese, (KGY): Kupagyőztes

## Statisztika

### Góllövőlista
| Helyezés | Játékos            | Csapat           | Gólok |
| -------- | ------------------ | ---------------- | ----- |
| 1        | Mauro Icardi       | Internazionale   | 22    |
| 1        | Luca Toni          | Verona           | 22    |
| 3        | Carlos Tevez       | Juventus         | 20    |
| 4        | Gonzalo Higuaín    | Napoli           | 18    |
| 5        | Jérémy Ménez       | Milan            | 16    |
| 6        | Manolo Gabbiadini  | Sampdoria/Napoli | 15    |
| 6        | Domenico Berardi   | Sassuolo         | 15    |
| 8        | Antonio Di Natale  | Udinese          | 14    |
| 9        | Iago Falqué        | Genoa            | 13    |
| 9        | Fabio Quagliarella | Torino           | 13    |
| 9        | Paulo Dybala       | Palermo          | 13    |
| 9        | Miroslav Klose     | Lazio            | 13    |

|

### Legtöbb gólpassz
| Helyezés | Játékos           | Csapat   | Gólpasszok |
| -------- | ----------------- | -------- | ---------- |
| 1        | Marek Hamšík      | Napoli   | 10         |
| 1        | Paulo Dybala      | Palermo  | 10         |
| 1        | Miralem Pjanić    | Roma     | 10         |
| 1        | Domenico Berardi  | Sassuolo | 10         |
| 1        | Franco Vázquez    | Palermo  | 10         |
| 6        | Emil Hallfreðsson | Verona   | 9          |
| 6        | Antonio Candreva  | Lazio    | 9          |
| 8        | Andrea Bertolacci | Genoa    | 8          |
| 9        | Gonzalo Higuaín   | Napoli   | 7          |
| 9        | Carlos Tevez      | Juventus | 7          |
| 9        | Mirko Valdifiori  | Empoli   | 7          |
| 9        | Felipe Anderson   | Lazio    | 7          |
| 9        | Antonio Di Natale | Udinese  | 7          |
| 9        | Massimo Maccarone | Empoli   | 7          |
| 9        | Senad Lulić       | Lazio    | 7          |
| 9        | Dries Mertens     | Napoli   | 7          |

|

### Legtöbb gól nélküli meccs
| Helyezés | Játékos            | Csapat         | Legkevesebb gól |
| -------- | ------------------ | -------------- | --------------- |
| 1        | Gianluigi Buffon   | Juventus       | 18              |
| 2        | Morgan De Sanctis  | Roma           | 16              |
| 3        | Albano Bizarri     | Chievo         | 12              |
| 4        | Samir Handanović   | Internazionale | 11              |
| 5        | Federico Marchetti | Lazio          | 10              |
| 5        | Emiliano Viviano   | Sampdoria      | 10              |
| 7        | Luigi Sepe         | Empoli         | 9               |
| 7        | Neto               | Fiorentina     | 9               |
| 9        | Andrea Consigli    | Sassuolo       | 8               |
| 9        | Antonio Mirante    | Parma          | 8               |